# زنگیر
زنگیر روستایی است که در استان اردبیل، شهرستان گرمی، بخش مرکزی، دهستان اجارودمرکزی قرار دارد و به عنوان مرکزیت طایفه بزرگ مددلو شناخته می شود.

## جمعیت
بر اساس سرشماری نفوس و مسکن سال ۱۳۹۰ جمعیت این روستا ۳۹۸ نفر با ۱۱۰ خانوار بوده‌است که ۱۹۷ نفر زن و۲۰۱ نفر مرد می‌باشند.